# سرجو پولیزه
سرجو پولیزه (ایتالیایی: Sergio Pugliese؛ ۱۲ مارس ۱۹۰۸ – ۵ دسامبر ۱۹۶۵) فیلم‌نامه‌نویس، نمایشنامه‌نویس و روزنامه‌نگار اهل ایتالیا بود.
از فیلم‌های وی می‌توان به فرشته سپید اشاره کرد.